# 聖セバスティアヌス (マンテーニャ)
『聖セバスティアヌス』(せいセバスティアヌス、伊:San Sebastiano、英:St.Sebastian）は、イタリアの初期ルネサンスの巨匠、アンドレア・マンテーニャによる3枚の絵画の題名である。パドヴァ出身のマンテーニャは頻繁に疫病が流行する時代に生きていた。聖セバスティアヌは矢で撃ち抜かれたとことにより、ペストに対する保護者と見なされた。ちなみに、ペストは空気感染により海外に広がったと考えられていた。
さらに、マントヴァでの長期滞在中に、マンテーニャは聖セバスティアヌに捧げられていたサン・セバスティアーノ教会の近くに住んでいた。

## ウィーンの聖セバスティアヌス
この絵画は、マンテーニャがパドヴァでのペストから回復した後の1456–1457年に制作されたことが示唆されている。パドヴァの人文主義者でマンテーニャの友人であった傭兵隊長、ヤコポ・アントニオ・マルチェッロのために描かれたか、疫病の終わりを祝うためにパドヴァ市長から依頼されたもので、画家がマントヴァに向けてパドヴァを離れる前に完成した。1659年にオーストリアハプスブルク家のレオポルト・ヴィルヘルム大公のコレクションに入った。
バッティスティによると、作品のテーマはヨハネの黙示録を拠り所としている。左上隅の雲の中に騎手がいる。ヨハネの作品で詳述されているように、雲は白く、騎手は鎌を持っており、鎌を使って雲を切断している。騎手は、ギリシャ・ローマ神話のサトゥルヌスと解釈されてきた。古代では、サトゥルヌスは過ぎ去った時間と同一視され、サトゥルヌスが通り過ぎた後はすべてが破壊された。

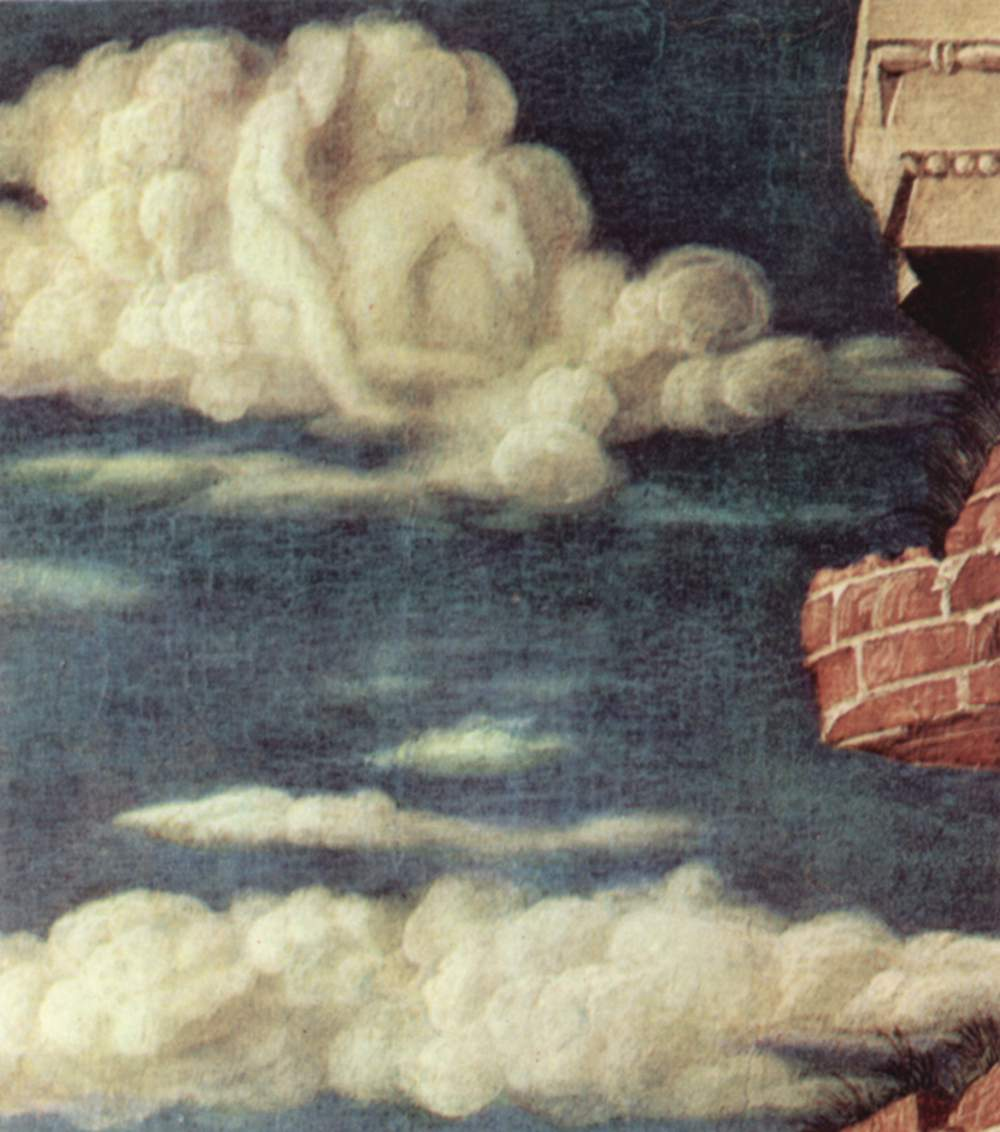
ウィーンの『聖セバスティアヌス』の雲の中の騎手の細部

ローマのカンポ・マルツィオ（マルスの野）の柱に結び付けられたセバスティアヌスの古典的な人物像の代わりに、画家は、凱旋門であるか町の門であるかはともかく、アーチを背にした聖人を描いた。 1457年、画家は、『聖母被昇天』のフレスコ画に8人の使徒しか入れなかったため、その「芸術的不適切さ」により裁判にかけられた。そこで、画家は、彼自身の懐古的な視点によって変形させたものの、アルベルティの古典主義の原則を、この小品の『聖セバスティアヌ』を含め以降の作品に適用した。

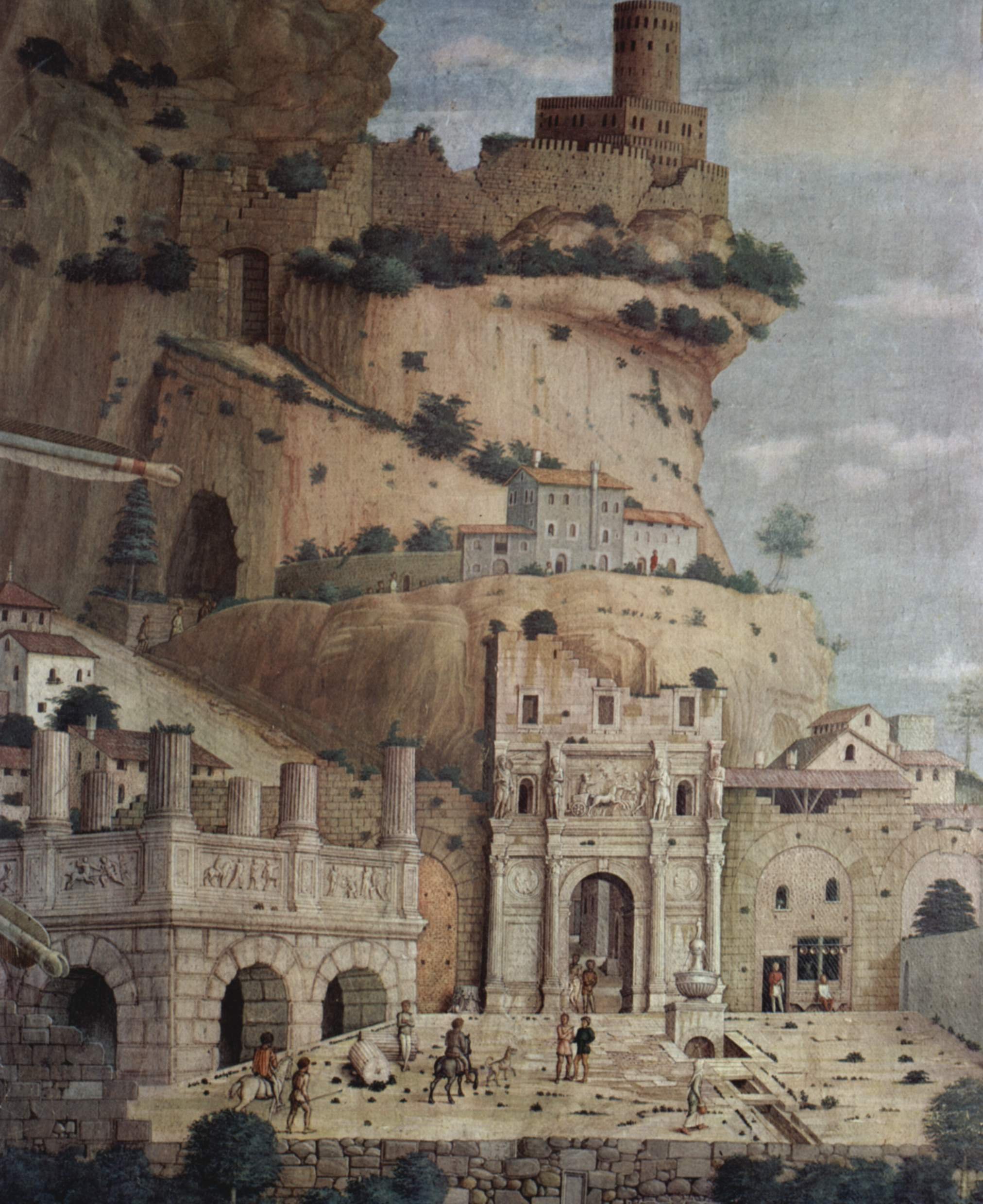
ルーヴル美術館の聖セバスティアヌスの背景にある古典的な街の細部。古典的な遺跡は、マンテーニャの絵画に典型的なものである。崖の小道、砂利、洞窟は、絵画の右上隅に描かれている山の頂上にある要塞都市、天のエルサレム (ヨハネの黙示録の第21章に記載されている) に到達するのが難しいことを示している。

マンテーニャの特徴は、画面の明快さ、建築的細部の「考古学的」な再現の正確さ、そして殉教者の姿勢の優雅さである。
聖人の右側にある縦の碑文は、ギリシャ語によるマンテーニャの署名である。

## ルーヴルの聖セバスティアヌス
ルーヴル美術館の『聖セバスティアヌス』は、かつてヴェローナの『サン・ゼーノ祭壇画』の一部を成していた。17世紀後半から18世紀初頭にかけて、この作品はフランスのオーヴェルニュ地方にあるエグペルスのノートルダム教会で記録された。作品がここにあったことは、マントヴァのフェデリコ1世の娘であるキアラ・ゴンザーガとジルベール・ド・ブルボンの1486年の結婚と関連している。 本作は歴史上、初めてフランスに入ったマンテーニャの作品である。
絵画はおそらく、聖アウグスティヌスによる偽りの説教に触発された「神のアスリート」のテーマを表している。ウィーンの作品に続き、再び古典的なアーチに結び付けられた聖人は、マンテーニャによって用いられている、珍しい、低い視点から観察されている。聖セバスティアヌスの姿の頑健さと支配力の印象を強めるためである。頭部と目が天に向けられていることは、殉教に耐える聖セバスティアヌスの強固さを裏付けている。その足元には2人の不法な人々（射手の2人組）が表されているが、これは超越的な信仰を持つ人と、冒涜的な喜びにのみ惹かれる人とのコントラストを生み出すことを目的としている。
象徴性とは別に、本作は、古代遺跡の描写におけるマンテーニャの正確さ、そして柱の隣のイチジクの木、石のかけら、聖セバスティアヌスの身体の描写などの写実的な細部によって特徴づけられ、画家がイリュージョン効果を好んだことがよくわかる。古典的な風景の中に位置する聖人と背景の理想化された都市は、聖人による都市の守護およびキリスト教の異教世界に対する勝利を表している。

## ヴェネツィアの聖セバスティアヌス
マンテーニャによる3作目の『聖セバスティアヌス』は数年後（1490年頃、または1506年頃）に描かれた。しかし、一部の美術史家は、『カエサルの凱旋』とほぼ同じ時期、または画中の大理石が疑似大理石のコーニスを彷彿とさせるため、それよりも前のパドヴァ時代に制作されたとしている。この『聖セバスティアヌス』は現在、ヴェネツィアのカ・ドーロ内のフランケッティ美術館にある。以前の構図とはかなり異なり、著しい悲観主義を示している。立派で、拷問された聖人像は、茶色の、何もなく、奥行きのない背景の前に描かれている。画家の作品に込めた意図は、右下隅にある消えたロウソクの周りにある巻紙よって説明される。そこには、ラテン語で次のように書かれている。「Nihil nisi divinum stabileest. Caetera fumus」（神以外に安定したものはない。それ以外は煙である）。人生の儚さのテーマは通常セバスティアヌスの絵画とは関連していなかったので、碑文が必要だったのかもしれない。聖人の足に交差する矢印が形成する「M」の文字は、モルテ（morte=イタリア語で「死」）、またはマンテーニャを表しているのかもしれない。
本作は、1506年にマンテーニャが亡くなった後、その工房に残っていた作品の1つとして特定化されている。 16世紀前半、作品はパドヴァにあったピエトロ・ベンボ枢機卿の家で、マルカントニオ・ミキエルが見たものである。ベンボ枢機卿の相続人を介して、1810年に解剖学者で外科医のアントニオ・スカルパがパヴィアにあった自身のコレクションのために購入した。1832年にスカルパが亡くなると、本作はスカルパの兄、続いてモッタ・ディ・リヴェンツァ（トレヴィーゾ）にいたスカルパの甥に受け継がれ、1893年にカ・ドーロのためにジョルジョ・フランケッティ男爵に購入された。 男爵は、1916年にカ・ドーロの収蔵品とともに本作をヴェネツィアの町に遺贈した。